# Isoporostreptus cubitus
Isoporostreptus cubitus är en mångfotingart som beskrevs av Demange 1971. Isoporostreptus cubitus ingår i släktet Isoporostreptus och familjen Spirostreptidae. Inga underarter finns listade i Catalogue of Life.